# 大松桂右
大松 桂右（だいまつ けいすけ、1970年〈昭和45年〉2月5日 - ）は、日本の政治家。本名は、山本 桂右（やまもと けいすけ）。大阪府八尾市長（2期）、大阪維新の会顧問。八尾市議会議員（4期）、八尾市議会議長（第68代）を務めた。

## 来歴
大阪府八尾市八尾木北生まれ、八尾市立曙川幼稚園、八尾市立曙川小学校、八尾市立曙川南中学校卒業。1985年（昭和60年）4月、八尾市に開校したばかりの私立「金光第一高等学校八尾学舎」（分校）に入学（1987年に独立校の「金光八尾高等学校」となる）。
1995年（平成7年）の統一地方選挙の1週間前、八尾市議会議員を務める父の大松銑太郎（山本銑太郎）が入院。銑太郎の選挙を手伝い、秘書を務める。
1999年（平成11年）の統一地方選で、銑太郎の「通算6期24年間」の地盤を継ぎ、八尾市議会議員に初当選した（以後通算4期）。
2012年（平成24年）には八尾市議会議長（第68代）に就任。
2015年4月26日の八尾市長選挙に、大阪維新の会と次世代の党推薦で初出馬。現職の田中誠太に一騎打ちで敗れる。
2019年4月22日の八尾市長選に、大阪維新の会から公認で再び出馬。4選を目指した現職の田中誠太ら2候補と三つどもえの末、初当選した。5月1日、市長就任。
2023年4月23日の八尾市長選に大阪維新の会から三度出馬。元職の田中誠太ら3候補との選挙戦で勝利し、再選した。
なお、八尾市議会の議員定数（28人）や報酬について、2015年に「大阪維新の会」会派が削減（定数15人に、報酬30%カット）案を議長に申し入れたことを例に出し、「どのように進むのか見守る」と述べている。2025年6月19日時点の定数は26人。

## 人物

### 通名「大松」
大松は父・大松銑太郎と同じく、「大松」の通名を使用している。市長の職は行政機関（の長）であるため、住民票など法的効果を有する公文書文書には、八尾市長名として通名の「大松桂右」ではなく、本名の「山本桂右」が記載されている。なお、首長の通名では、過去に大阪府知事で横山ノック（山田勇）と太田房江（齊藤房江）の例がある。
通名の大松で公認した大阪維新の会だが、八尾市が松井一郎代表の地元（大阪府議会議員時代の選挙区）でもあり、松井自ら八尾市に入って大松を選挙応援。ただし、どの場面でも本名は一切なく、通名の「大松桂右」が使用されていた。

### 松井一郎と親子二代
大松と松井は同じ世襲政治家で、大松の父・大松銑太郎が1975年（昭和50年）38歳で八尾市議会議員に初当選した際、同じ38歳で再選した議員が松井一郎の父・松井良夫である。

## 騒動
大阪府が新型コロナウイルスの感染防止策として「会食は2時間程度以内、1テーブル原則4人以内」と要請していた2021年12月上旬、松井一郎大阪市長（日本維新の会代表）や青柳仁士衆議院議員、大松や山入端創羽曳野市長、冨宅正浩柏原市長、大阪14区内の府議、市議ら約30人が大阪市内で2時間半から3時間にわたり「衆院選の反省会」として会食を行っていた。その後、松井は記者の取材に対し、「人数の上限のアッパーはない。だから、やった。何か問題ありますか」「2時間を超えたことは反省すべきところなのかなと思っています」と述べている。